# Злотники (Підкарпатське воєводство)
Злотники (пол. Złotniki) — село в Польщі, у гміні Мелець Мелецького повіту Підкарпатського воєводства.
Населення — 920 осіб (2011).
У 1975-1998 роках село належало до Ряшівського воєводства.

## Демографія
Демографічна структура станом на 31 березня 2011 року:
|          | Загалом | Допрацездатний вік | Працездатний вік | Постпрацездатний вік |
| -------- | ------- | ------------------ | ---------------- | -------------------- |
| Чоловіки | 455     | 93                 | 315              | 47                   |
| Жінки    | 465     | 98                 | 276              | 91                   |
| Разом    | 920     | 191                | 591              | 138                  |